# العلاقات الأرمينية الأردنية
العلاقات الأرمينية الأردنية هي العلاقات الثنائية التي تجمع بين أرمينيا والأردن.

## مقارنة بين البلدين
هذه مقارنة عامة ومرجعية للدولتين:
| وجه المقارنة                                              | أرمينيا                    | الأردن                   |
| --------------------------------------------------------- | -------------------------- | ------------------------ |
| المساحة (كم2)                                             | 29.74 ألف                  | 89.34 ألف                |
| عدد السكان (نسمة)                                         | 2.93 مليون                 | 9.81 مليون               |
| الكثافة السكانية (ن./كم²)                                 | 98.52                      | 109.81                   |
| العاصمة                                                   | يريفان                     | عمان                     |
| اللغة الرسمية                                             | لغة أرمنية                 | اللغة العربية            |
| العملة                                                    | درام أرميني                | دينار أردني              |
| الناتج المحلي الإجمالي (بليون دولار)                      | 11.54 مليار                | 40.07 مليار              |
| الناتج المحلي الإجمالي (تعادل القوة الشرائية) بليون دولار | 25.41 مليار                | 82.80 مليار              |
| الناتج المحلي الإجمالي الاسمي للفرد دولار أمريكي          | 3.49 ألف                   | 4.94 ألف                 |
| الناتج المحلي الإجمالي للفرد دولار أمريكي                 | 8.07 ألف                   | 12.05 ألف                |
| مؤشر التنمية البشرية                                      | 0.743                      | 0.748                    |
| رمز المكالمات الدولي                                      | +374                       | +962                     |
| رمز الإنترنت                                              | .am، .հայ ‏                 | .jo                      |
| المنطقة الزمنية                                           | ت ع م+04:00، توقيت أرمينيا | ت ع م+02:00، ت ع م+03:00 |

## مدن متوأمة
في ما يلي قائمة باتفاقيات التوأمة بين مدن أرمينية وأردنية:
- ترتبط يريفان مع عمان باتفاقية توأمة منذ 1998.[14][14][14][14]

## منظمات دولية مشتركة
يشترك البلدان في عضوية مجموعة من المنظمات الدولية، منها:
| علم المنظمة | اسم المنظمة                               | تاريخ انضمام أرمينيا | تاريخ انضمام الأردن |
| ----------- | ----------------------------------------- | -------------------- | ------------------- |
|             | مؤسسة التنمية الدولية                     | 25 أغسطس 1993        | 4 أكتوبر 1960       |
|             | يونسكو                                    | 9 يونيو 1992         | 14 يونيو 1950       |
|             | وكالة ضمان الاستثمار متعدد الأطراف        | 5 ديسمبر 1995        | 12 أبريل 1988       |
|             | الأمم المتحدة                             | 2 مارس 1992          | 14 ديسمبر 1955      |
|             | الاتحاد البريدي العالمي                   | ?                    | ?                   |
|             | البنك الدولي للإنشاء والتعمير             | 16 سبتمبر 1992       | 29 أغسطس 1952       |
|             | الاتحاد الدولي للاتصالات                  | 30 يونيو 1992        | 20 مايو 1947        |
|             | منظمة حظر الأسلحة الكيميائية              | ?                    | ?                   |
|             | مؤسسة التمويل الدولية                     | 18 أبريل 1995        | 20 يوليو 1956       |
|             | المركز الدولي لتسوية المنازعات الاستشارية | 16 أكتوبر 1992       | 29 نوفمبر 1972      |
|             | منظمة التجارة العالمية                    | 5 فبراير 2003        | ?                   |
|             | منظمة الشرطة الجنائية الدولية             | ?                    | ?                   |

## وصلات خارجية
- موقع وزارة الخارجية الأرمينية
- موقع وزارة الخارجية الأردنية